# Chroicopteridae
Famille
Les Chroicopteridae sont une famille d'insectes de l'ordre des Mantodea.

## Répartition géographique
Les espèces de cette famille se rencontrent en écozone afrotropicale,.

## Description

### Diagnose
Ces mantides se distinguent des autres "Amelinae" par la présence d'une lamelle transverse supra-anale, bien que parfois un peu grande, et par le fait que le bord externe des fémurs antérieurs est lisse entre les épines, c'est-à-dire sans dentelures. Ces caractères sont accompagnés d'un autre qui est également constant mais qui n'affecte que les mâles, c'est la forme particulière des fémurs. Ceux-ci, qui, en raison surtout de la dilatation habituelle, présentent une forme triangulaire plus ou moins nette et dont un côté est donné par la marge supérieure avec les deux autres donnés par la marge inférieure, sont dans ce cas chétifs. La dilatation est presque nulle et donc la forme triangulaire ne se produit pas et la marge inférieure, au lieu d'être cassée en biais, est juste un peu courbée à un angle arrondi en correspondance avec le sillon unguiculaire tandis que la marge supérieure est plus ou moins voûtée. Les "Chroichopterae" peuvent être divisés en deux sections, l'une avec les espèces portant de 9 à 10 épines à l'extérieur des tibias antérieurs et l'autre avec celles arborant de 6 à 8 épines, ce caractère semblant être très constant.

### Synapomorphie
Les femelles sont plus ou moins brachyptères ou aptères, cas pour lequel elles ressemblent alors à des fourmis. L'apophyse phalloïde présente un flagelle qui peut être secondairement perdu ou modifié chez certaines espèces. Le flagelle est inséré à une position proche ou sur le lobe antérieur. La plupart des chroicoptères primitifs (Tarachininae) et quelques chroicoptères dérivés (Achlaena, Parentella) ont des nymphes myrmécomorphes. Ce caractère est supposé être une synapomorphie de la famille mais des études supplémentaires sur le développement post embryonnaire des autres genres, en particulier de Bolbellini, sont nécessaires pour confirmer cette hypothèse.
La position phylogénétique des Chroicopteridae est assez instable dans les études moléculaires. Elles sont sœurs des Iridopteryginae ou des Nanomantidae.
Les traits morphologiques concordent avec cette dernière hypothèse est corroborée par le fait que les genitalia distinctifs des chroicoptères représentent des développements indépendants de l'état plésiomorphe sans équivalent chez les autres Mantodea.

### Description détaillée
Les chroicoptères se distinguent de tous les autres mantodéens par la combinaison des caractères suivants. Ils sont de taille petite à moyenne, généralement brunâtre et rarement vert. La dilatation supra-coxale est bien marquée. Les lobes apicaux du fémur antérieur présentent de courtes épines et de trois à quatre épines discoïdales. Lorsque les épines discoïdales sont au nombre de trois, la première est plus longue que la seconde et toutes les épines du fémur antérieur sont très petites ou l'apophyse phalloïde porte un flagelle bi- à multi-cuspidé. L'oreille cyclopéenne est présente. Les cerques sont plus courts que la moitié de la longueur de l'abdomen et sont cylindriques. Les femelles ont souvent des dispositifs de fouille à l'extrémité abdominale. Les phallomères sont entièrement sclérifiés, parfois en miroir chiral. Les processus du complexe gauche sont séparés. Le phallomère ventral présente un lobe basal bien développé et généralement sclérifié sur le côté droit. Le processus distal primaire est transloqué sur le côté gauche du phallomère ventral qui est réduit. Les processus secondaires distaux médian et latéral sont présents. La partie apicale du phallomère ventral et la lamelle dorsale du phallomère gauche sont couvertes de spinules. Si elles ne sont pas couvertes de spinules, les femelles sont aptères et le processus apical est en forme de T ou les processus secondaires distaux médian et latéral sont développés en épines fortes. La lamelle dorsale n'a pas de lobe arrondi. L'apophyse phalloïde a un lobe antérieur et est généralement munie d'un flagelle.

## Taxinomie
La dénomination de cette famille est attribuée à l'entomologiste italien Ermanno Giglio-Tos qui l'a décrite sous le protonyme Chroichopterae et elle a pour espèce type Chroicoptera Stål, 1871.

### Publication  originale
- Giglio-Tos, E. 1915. Mantidi esotici. Generi e specie nuove. Bullettino della Società Entomologica Italiana, 46: 134-200 [163]. (lire en ligne)

### Liste des sous-familles et des genres
Cette famille est divisée en deux sous-familles :
- Sous-famille Tarachininae Giglio-Tos, 1915
- Tribu Gonypetellini Schwarz & Roy, 2019
  -     - Gonypetella Giglio-Tos, 1915
    - Telomantis Giglio-Tos, 1915
- Tribu Tarachinini Giglio-Tos, 1915
  -     - Tarachina Werner, 1907

- Sous-famille Chroicopterinae Giglio-Tos, 1915
- Tribu Bolbellini Schwarz & Roy, 2019
  -     - Bolbella Giglio-Tos, 1915
    - Dystactula Giglio-Tos, 1927
- Tribu Chroicopterini Giglio-Tos, 1915
  - Sous-tribu Dystactina Giglio-Tos, 1915
    - Dystacta Saussure, 1871
    - Pseudodystacta Kaltenbach, 1996
    - Achlaenella Giglio-Tos, 1915
    - Achlaena Karsch, 1892

  - Sous-tribu Amphecostephanina Schwarz & Roy, 2019
    - Amphecostephanus Rehn, 1912

  - Sous-tribu Bisanthina Giglio-Tos, 1917
    - Bisanthe Stål, 1876

  - Sous-tribu Chroicopterina Giglio-Tos, 1915
    - Chroicoptera Stål, 1871
    - Entelloptera Beier, 1942
    - Carvilia Stål, 1876
    - Congomantis Werner, 1929
    - Rhachimantis Giglio-Tos, 1915
    - Geothespis Giglio-Tos, 1916
    - Namamantis Kaltenbach, 1996
    - Chopardentella Kaltenbach, 1996
    - Paraligaria Beier, 1969
    - Macracanthopus Uvarov, 1940
    - Ligaria Stål, 1877
    - Ligariella Giglio-Tos, 1915
    - Entella Stål, 1877
    - Entella Euentella Kaltenbach, 1996
    - Ligentella Kaltenbach, 1996
    - Parentella Giglio-Tos, 1915
    - Betamantis Giglio-Tos, 1915
    - Sphaeromantis Schulthess, 1898